# Erythemis carmelita
Erythemis carmelita là loài chuồn chuồn trong họ Libellulidae. Loài này được Williamson mô tả khoa học đầu tiên năm 1923.